# Tesem

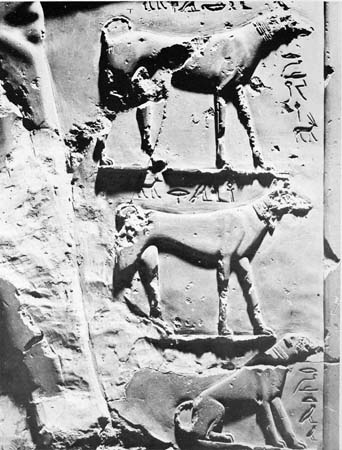
Deux Tesems (en haut).

Le lévrier tesem (représenté par les hiéroglyphes  (ṯsm) ou lévrier de Khéops est un chien de chasse égyptien, aujourd'hui disparu.

## Histoire
Ce lévrier, qui a été peint sur une fresque dans le tombeau de Ptahhotep (vizir de Djedkarê Isési) à Saqqarah, a des oreilles droites et la queue enroulée.
Sur les dessins, il est représenté avec un collier, signe de sa domestication.

## Évolution
Ce chien, de type primitif, est reconnu pour être à l'origine des races de lévriers, dans les pays du pourtour méditerranéen, du groupe 5 :
- le basenji, originaire d'Afrique centrale;
- le cirneco de l'Étna, originaire de Sicile ;
- le podenco d'Ibiza ou chien de garenne des Baléares, originaire d'Ibiza ;
- le Chien de garenne portugais ou lévrier portugais (podengo portugais), originaire du Portugal ;
- le Chien de garenne des Canaries (podenco canario), originaire des Canaries ;
- le chien du pharaon, originaire de Malte.

## Photos

Lévriers Tesem dans l'art égyptien
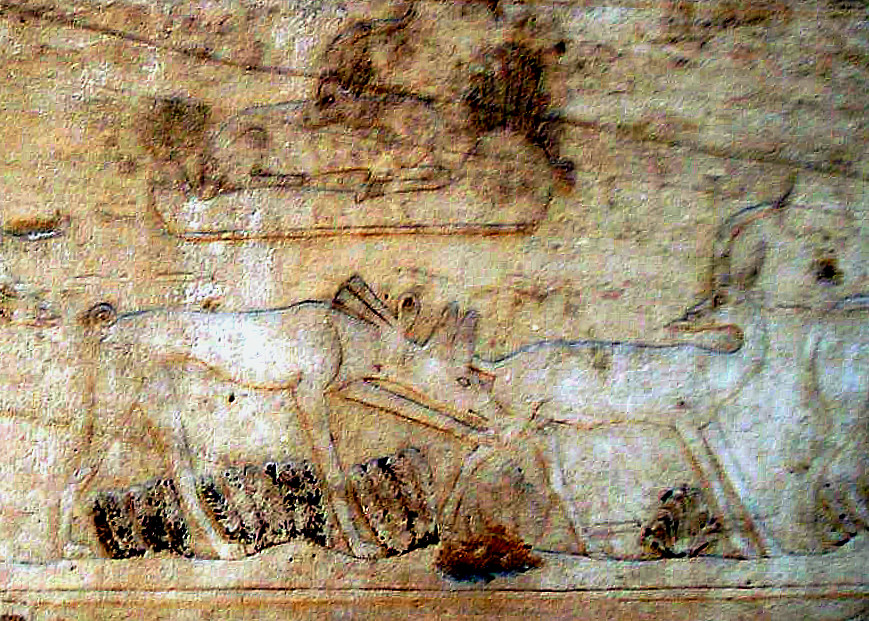
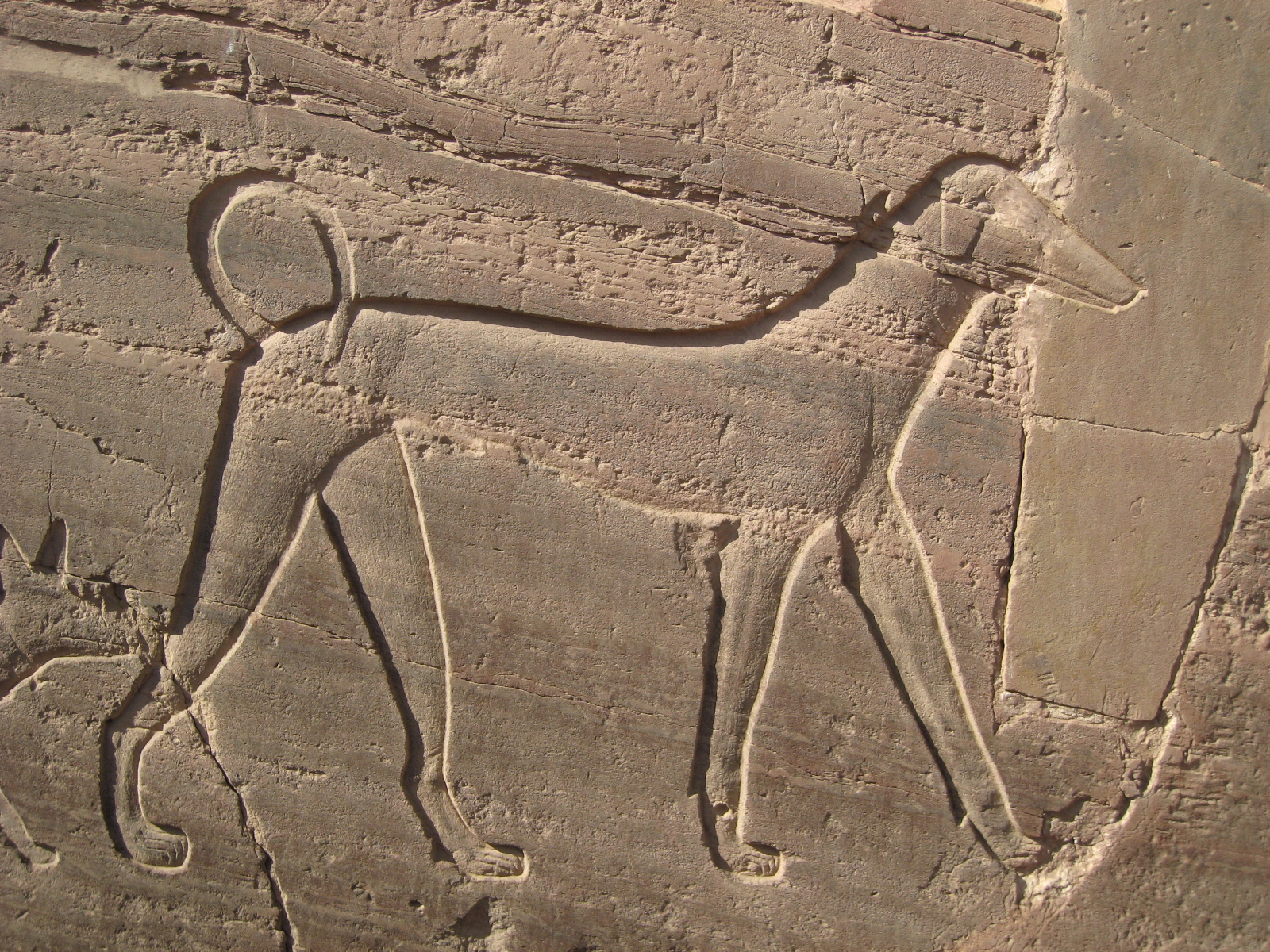
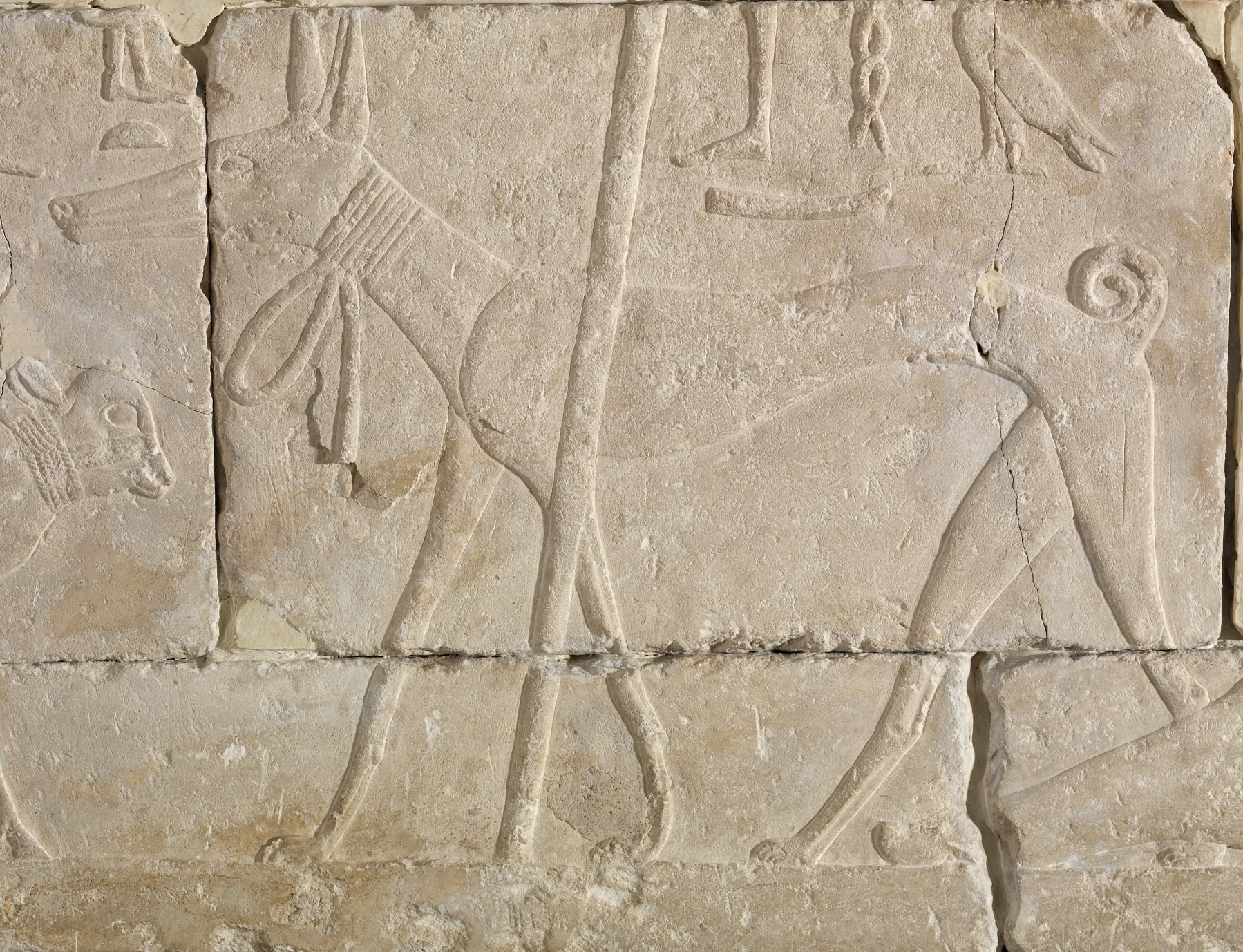

représentations graphiques
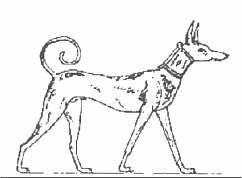
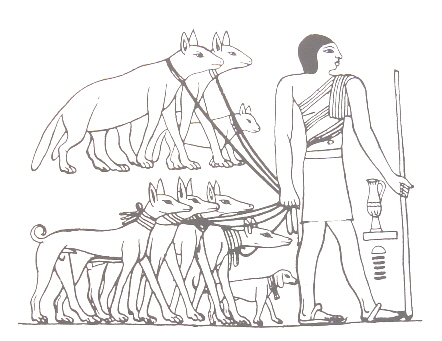
Quatre tesems attachés (bas)
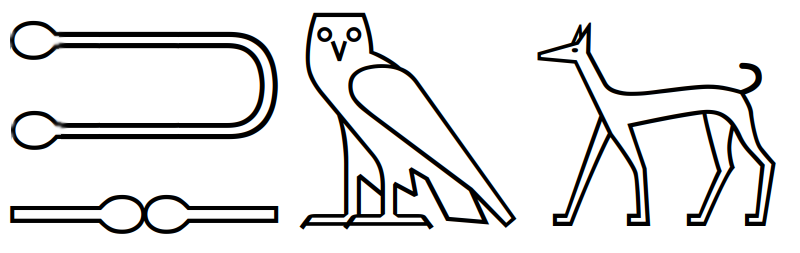
Hiéroglyphes du lévrier Tesem (ṯsm)
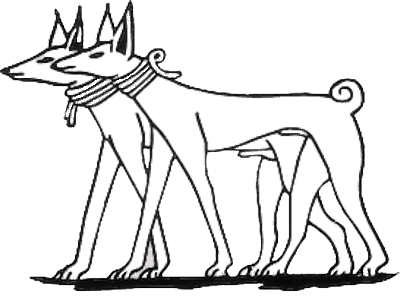